# Uvaria smithii
Uvaria smithii är en kirimojaväxtart som beskrevs av Adolf Engler. Uvaria smithii ingår i släktet Uvaria och familjen kirimojaväxter. Inga underarter finns listade i Catalogue of Life.